# (12439) Okasaki
(12439) Okasaki (1996 CA3) – planetoida z pasa głównego asteroid okrążająca Słońce w ciągu 5,59 lat w średniej odległości 3,15 j.a. Odkryta 15 lutego 1996 roku.